# Frederic August II de Saxònia (elector)

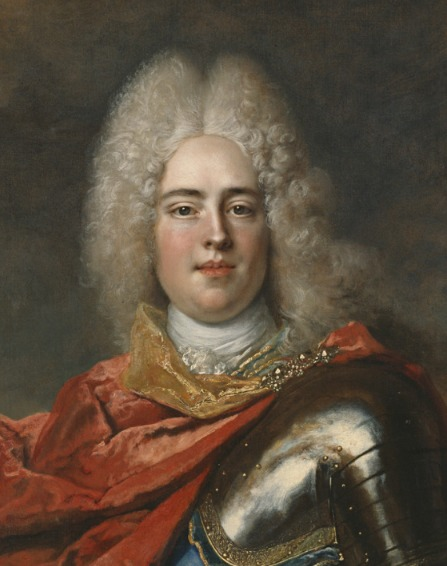
L'elector Frederic August I de Saxònia i rei August II de Polònia

Frederic August II de Saxònia (Dresden, 1696 - 1763) fou Elector de Saxònia des de 1733 i fins a 1763 i Rei de Polònia des de 1734 i fins a 1763.

## Orígens familiars
Nat a Dresden el dia 7 d'octubre de 1696 essent fill de l'elector Frederic August I de Saxònia i de la marcgravina Cristiana de Brandenburg-Bayreuth. Frederic August era net per via paterna de l'elector Joan Jordi III de Saxònia i de la princesa Anna Sofia de Dinamarca; mentre que per via materna ho era del marcgravi Cristià Ernest de Brandenburg-Bayreuth i de la duquessa Sofia Lluïsa de Württemberg.

## Núpcies i descendents
El 20 d'agost de 1719 contragué matrimoni a Viena amb l'arxiduquessa Maria Josepa d'Àustria, filla de l'emperador Josep I, emperador romanogermànic i de la princesa Guillemina de Brunsvic-Wolfenbüttel. La parella va tenir catorze fills. Per ordre de naixement foren els següents: 
- SAR el príncep Frederic August de Saxònia (Dresden, 1720 - ibídem 1721).
- SAR el príncep Josep de Saxònia (Dresden, 1721 - ibídem 1728).
- SM l'elector Frederic Cristià I de Saxònia, (Dresden, 1722 - ibídem 1763. Es casà amb la princesa Maria Antònia de Baviera.
- SAR la princesa Maria Amàlia de Saxònia, (Dresden, 1724 - Madrid, 1760) fou muller del rei borbó Carles III d'Espanya.
- SAR la princesa Maria Margarida de Saxònia, (1727, Dresden - ibídem, 1734).
- SAR la princesa Maria Anna de Saxònia (Dresden, 1728 - Múnic, 1797) fou esposa de l'elector Maximilià III de Baviera.
- SAR el príncep-regent Francesc Xavier de Saxònia, (1730, Dresden i mort a Zabeltitz el 1806. Esdevingué regent de Saxònia des de 1763 i fins a 1768.
- SAR la princesa Maria Josepa de Saxònia (Dresden, 1731 - Versalles, 1767). Es casà amb el delfí Lluís de França.
- SAR el príncep Carles de Saxònia, duc de Curlàndia (Dresden, 1733 - ibídem, 1796). Es casà amb l'aristòcrata polonesa Francesca Corvin-Krasinska.
- SAR la princesa Maria Cristina de Saxònia (1735, Dresden - 1782, Remiremont), Esdevingué abadessa de Remiremont.
- SAR la princesa Maria Elisabet de Saxònia (Dresden, 1736 - ?, 1818).
- SAR el príncep Albert de Saxònia, duc de Teschen (Dresden, 1738 - 1822, Viena). Es casà amb l'arxiduquessa Maria Cristina d'Àustria, duquessa de Teschen i governadora de Flandes.
- SAR el príncep Climent Venceslau de Saxònia (Wermsdorf, 1739 - 1812, Marktoberdorf) Arquebisbe-elector de Tréveris.
- SAR la princesa Maria Dorotea de Saxònia (1740, Dresden - 1826 a Thorn. Esdevingué princesa-abadessa de Thorn i Essen.

## Biografia
Amb la mort del seu pare, el rei-elector Frederic August I de Saxònia, esclatà un conflicte intern a Polònia. Gràcies al suport de l'exèrcit austríac i rus, les pretensions saxones sobre el tron polonès reeixiren en contra de les pretensions franceses de col·locar-hi el príncep Estanislau Leszczyński. La guerra conclogué l'any 1738.
Desinteressat dels afers interns tant de Polònia com de Saxònia, el monarca estigué més preocupat per la caça, l'òpera o el col·leccionisme d'art que pels afers polítics. Durant el seu regnat, de trenta anys, únicament passà a Polònia tres anys. La seva despreocupació pels temes polonesos permeté l'augment de les rivalitats internes concentrades entre els Czartoryski i els Potocki.
Durant el seu regnat es produí la Guerra de successió austríaca i la Guerra dels Set Anys, en la que els exèrcits saxons i austríacs no estaven preparats i les seves forces estaven disperses i Frederic II de Prússia va poder ocupar Dresden fàcilment el 9 de setembre, i després de la batalla de Lobositz de l'1 d'octubre de 1756, Maximilian Ulysses Browne es va retirar per unir-se amb un exèrcit saxó aïllat a la fortalesa de Pirna on va quedar assetjat pels prussians, que van ocupar Saxònia. L'exèrcit saxó es va rendir el 14 d'octubre, i va ser incorporat per la força a l'exèrcit prussià. Saxònia es ret el 15 d'octubre, un dia després d'haver-se rendit l'exèrcit saxó. Tot i això, Saxònia va aconseguir de retardar la campanya prussiana.
A la seva mort el succeí el seu fill, l'elector Frederic Cristià I de Saxònia que ja no fou escollit rei de Polònia. Johann Adolph Hasse va escriure un Rèquiem per al seu funeral.